# Успение Богородично (Велушина)
Вижте пояснителната страница за други значения на Успение Богородично.
„Успение на Пресвета Богородица“, известна сред местното население като Стара църква (на македонска литературна норма: „Успение на Пресвета Богородица“), е средновековна църква в битолското село Велушина, Северна Македония, част от Преспанско-Пелагонийската епархия на Македонската православна църква – Охридска архиепископия. Църквата е разположена на югоизточната страна на селото, в близост до римския път Виа Егнация, и е отдалечена на десетина километра от раннохристиянската епископия на Хераклея Линкестис. Представлява голяма базилика, известна с вътрешната си декорация, носеща черти на различни периоди. Изградена е върху развалините на езически храм.

## Константинова базилика
Най-ранният градеж на мястото, така наречената Константинова базилика, датира от времето на император Теодосий II (408 – 450). Археологическите проучвания в 1988 година разкриват малко еднокорабно светилище съд скромни размери, с апсида на източната страна и два странични кораба. Според плана на основата, Константиновата базилика има елементи от наос с апсида, два странични кораба и нартекс – това е най-честият план на раннохристиянските базилики в късния IV и V век. Най-старата църква във Велушина е изградена от големи обработени каменни блокове, южните и северните зидови са добре запазени с 1,80 m височина и 0,75 m ширина, докато апсидалният зид е с половина метър дебелина. Честната трапеза е изработена от каменна плоча, поставена над римска вотивна стела, на която се чете името Димитър. Във вътрешността е скромна сграда с мраморна олтарна преграда с правоъгълна форма, над която е бил издигнат мраморен цибориум. От цибориума е запазен мраморен фрагмент с размери 70 х 80 cm, на който от лявата страна е изобразен Добрият пастир, което показва, че е направен след Миланския едикт в 313 година. Добрият Пастир е облечен в туника и обкръжен с овце и кози. Друг мраморен фрагмент, свързан с цибориума е капителят, изкопан под наоса на дълбочина 1,2 m, върху който са изобразени две обърнати една срещу друга птици и акантови листа. Намерени са фрагменти и от мраморния стълб.
Вероятно базиликата заедно със селището е ограбена и разрушена, както и Хераклея и Стоби, от остготските федерати в
479 година. Хераклея и Стоби са обновени от големия строител император Юстиниан I в VI век, който очевидно обновява и Велушинската базилика.

## Юстинианова базилика
Базиликата е инспирирана от базиликите в Солун от същия пети век „Света Богородица Ахиропиитос“ и „Свети Димитър“. Има три кораба, отделени със зидове, които са отворени с ритмично поставени трибилони и на изток завършват с апсиди. Това е пълна реплика на църквата Ахиропиитос, но с по-скромни провинциални размери. Главният кораб е с широчина от 5,4 m е в отношение 2:1 със страничните кораби, от които е отделен със зидове и стълбове. Иззидан е от големи каменни блокове, които в горната част завършват с дървена покривна конструкция. Западен е бифорен прозорец с мраморно мено на западния зид, който осветява вътрешното пространство. На източната страна има две странични апсидиоли по византийски маниер, при които е употребен камък с по-малки размери и редове тухли. Подът в олтарното пространство е покрит с римски тухли, а останалата част от църквата с каменни плочи. Входа между нартекса и наоса е трибилон с три арки за завеси, които висели между стълбовете. Такава е и връзката между централния и страничните кораби, което е рядко архитектурно решение. На изток наосът е отделен от светилището с мраморна олтарна преграда.
Заради многобройните промени на олтарното пространство през вековете, много остатъци от олтарната преграда са употребени като градежен материал в стените. Няколко мраморни парапетни стълбчета от олтарната преграда с размери 0,25 m x 1,10 m са добре запазени и вградени в южното зидно платно, вероятно около X век, когато сградата е премоделирана. В тази фаза входът в олтарното пространство е централен и през страничните арки. Мраморният цибориум е бил поставен на два мраморни стълба с капители. По-късно той е употребен като сполия в южния екзонартекс. След иконоборческия период олтарното пространство е разширено към страната на пастофорията, а апсидата е президана със сполии и са оставени три по-малки прозореца.
Във втората половина на VI век базиликата във Велушина е модел на провинциална архитектура.

## Борисова базилика
Базиликата преживява чумата от 541 – 542 година и славянските варварски нашествия от 534 – 589 година. По време на археологическите разкопки в 1989 година край източния зид от апсидалния периметър са открити много гробове, от славянския тип Бело бърдо, от IX – X век. Поредната обнова на базиликата е свързана с процеса на християнизация по времето на българския владетел Борис I. В IX век има активно обновяване на базликалните сгради в Костур и в Плиска. Велушинската базилика запазва класическата си форма, но с реконструиран нартекс. Според археологическите находки, това се е случило в десети рек. Сградата се запазва като трикорабна базилика, но с ретардиран двускатен покрив и с осветление от западната бифора, но и от прозорците, пробити в страничните зидове. В централния кораб средновековният зид вече е от камък и слой ломена тухла. Запазени са и фрагменти от фрески от ранния XI век, съдейки по сходството с костурската живопис. На един голям фрагмент на южния зид, край арката близо до иконостаса е изписан Свети Симеон. Фрагментът демонстрира архаичен комнински стил и може да се препише на зографа, работил в костурската „Свети Безсребреници“.

## Късен храм
След Пелагонийската битка в 1259 година, базиликата е обновена и са декорирани фасадите. По време на османското владичество сградата е запусната до 1792 годита, когато е поправена и йероманах Гаврил от Костур изписва интериора. Дървеният иконостас на източната страна от наоса е от XVIII век и съдържа разнородни икони, изработени от няколко автори, като иконата Мироносниците на Христовия гроб, изработена от Константин Зограф от Корча в 1785 година.
Последната фаза на обновяване на велушинската базилика, според запазения надпис върху източната стена на нартекса, е след 1836 година, мотивирана от реформите на Танзимата. Сградата е преправена и премоделирана във форма на църковен зален храм, популярен в XIX век на Балканите под влияние на западната църковна архитектура. Повредената живопис във вътрешността е прерисувана от работилницата на големия епирски майстор Йоан Михаил от Хионадес, заселил се в Търново, който в 1845 година изписва и вътрешността на манастирската църква „Свети Георги“, разположена над селото. В долната зона Йоан Зограф изписва отделни изображения на светци в цял ръст. В долната са композиции със сцени от живота и страданията на Исус Христос. Забележителна е живописта на източната стена на нартекса, където тя е под формата на икони, като своеобразен „стенен иконостас“ с допоясни изображения на Исус Христос, Света Богородица с Христос и Свети Йоан Кръстител.
Част от иконите са дело на Димитър Анастасов (Андонов) от Магарево, който в 1879 година изписва иконите на певницата и част от иконите на иконостаса в църквата. На югозападната страна на църквата е изграден примитивен отворен екзонартекс.